# Sinsza állomás
Sinsza (Sinsa) állomás a szöuli metró 3-as vonalának állomása Szöul Kangnam-ku (Gangnam-gu) kerületében. Az állomást az azonos nevű tong (dong)ról nevezték el, melynek neve a Sincshon (Sinchon) és Szaphjong-ri (Sapyeong-ri) falvak nevének összevonásából jött létre, amikor a közigazgatási egységet létrehozták.

## Viszonylatok
| 3-as vonal                                 | 3-as vonal | 3-as vonal                         |
| ------------------------------------------ | ---------- | ---------------------------------- |
| Apkudzsong (Apgujeong) Tehva (Daehwa) felé | fő vonal   | Csamvon (Jamwon) Ogum (Ogeum) felé |